# Poljanka (Swjahel)
Poljanka (ukrainisch und russisch Полянка) ist eine Siedlung städtischen Typs im Westen der ukrainischen Oblast Schytomyr mit etwa 1700 Einwohnern (2015).
Poljanka wurde 1880 gegründet und erhielt 1967 den Status einer Siedlung städtischen Typs.
Poljanka liegt an der Hnyluschka (Гнилушка), einem Nebenfluss des Slutsch 5 km südöstlich vom Rajonzentrum Baraniwka und 77 km westlich von Schytomyr.
Am 27. Juli 2016 wurde die Siedlung ein Teil der Stadtgemeinde Baraniwka, bis dahin bildete sie zusammen mit dem Dorf Budysko (Будисько) die Siedlungratsgemeinde Poljanka (Полянківська селищна рада/Poljankiwska selyschtschna rada) im Süden des Rajons Baraniwka.
Am 17. Juli 2020 kam es im Zuge einer großen Rajonsreform zum Anschluss des Rajonsgebietes an den Rajon Swjahel.